# Pamplin Music
Pamplin Music é uma gravadora norte-americana de género musical gospel, fundada em 1995 por Robert B. Pamplin II. Seu nome é uma subunidade da Pamplin Entertainment e da Pamplin Communications que já estava estabelecida no mercado de mídia cristã através de lojas de livros e produtos de vídeo. Como estratégia de marketing, a Pamplin focava-se na música pop, soft rock e R&B. Foi relatado que o lucro arrecadado pela Pamplin Music conseguiu colocá-la entre as cinco principais gravadoras de música cristã.
Foram criadas alguns subunidades. Em 2000 foi criada a Red Hill Records gravava músicas destinadas ao público jovem, com estilo semelhante à música eletrônica e pop. Organic Records era o nome da subunidade que gravava música de género rock alternativo e moderno. Cathedral Records e Crossroads seguiam o estilo original de música gospel.